# Ho Jong-suk
Ho Jong-suk, född 1908, död 1991, var en nordkoreansk politiker (kommunist). 
Hon var dotter till den koreanska självständighetsaktivisten Ho Hon. Hon studerade i Japan, och var från 1921 medlem i kommunistpartiet och engagerad i den koreanska kvinnorörelsen. Hon förespråkade bland annat rätten att skilja mellan kärlek och sexualitet, något som inte accepterades i det dåvarande konfucianska samhället. Hon blev 1938 verksam i den koreanska motstånds- och självständighetsrörelsen mot japanerna. 
Vid krigsslutet 1945 lämnade hon Seoul för att ansluta sig till det nybildade Nordkorea. Ho Jong-suk och Pak Chong-ae blev 1946 de första kvinnorna i kommunistpartiets centralkommitté. Hon blev Nordkoreas första kvinnliga minister och hade en rad höga poster. Hon var kulturminister 1948-1957, justitieminister 1957-1959, och chefsdomare i högsta folkdomstolen 1959-1961.